# Aeroportul Persian Gulf
Aeroportul Persian Gulf (IATA: PGU, ICAO: OIBP) este un aeroport din Asalouyeh, Central District⁠(d), Asaluyeh County⁠(d), Bushehr Province⁠(d), Iran ce deservește zona Asalouyeh. Aeroportul a fost tranzitat în 2019 de 742.020 de pasageri. A fost deschis în 2006 și numit după Golful Persic.
Situat la o altitudine de 8 m, aeroportul dispune de o singură pistă și ocupă o suprafață de 7.000.000 m².